# Charlie Waters
Charles „Charlie“ Tatum Waters (* 10. September 1948 in Miami, Florida, USA) ist ein ehemaliger US-amerikanischer American-Football-Spieler. Er spielte für die Dallas Cowboys in der National Football League (NFL) und gewann mit den Cowboys zweimal den Super Bowl (VI, XII).

## Spielerlaufbahn

### Collegekarriere
Charlie Waters wuchs in South Carolina auf, besuchte in North Augusta die High School und studierte nach seinem Schulabschluss an der Clemson University, für deren Footballteam, die Clemson Tigers er College Football spielte. Am College wurde er als Quarterback eingesetzt, wechselte aber in seinem letzten Spieljahr auf die Position eines Wide Receivers. Im Jahr 1967 gewann er mit den Tigers die Meisterschaft der Atlantic Coast Conference.

### Profikarriere
Charlie Waters wurde im NFL Draft 1970 von den Dallas Cowboys in der dritten Runde an 66. Stelle. ausgewählt. Die von Tom Landry trainierten Dallas Cowboys schulten Waters zum Defensive Back um. Landry war es gelungen aus den Cowboys ein Spitzenteam zu formen. In der von Ernie Stautner betreuten Defense der Mannschaft, die als Doomsday Defense (Weltuntergangs-Verteidigung) in die Geschichte der NFL einging, spielten die späteren Mitglieder der Pro Football Hall of Fame Bob Lilly und Mel Renfro. Als Ersatzspieler für Cliff Harris, der ebenfalls im Jahr 1970 verpflichtet worden war, wurde Waters im Defensive Backfield des Teams aus Dallas eingesetzt.
Nach der Regular Season 1970 konnte Waters dann mit den Cowboys nach einem 17:10-Sieg über die San Francisco 49ers
Im NFC Championship Game zum ersten Mal in den Super Bowl einziehen. Im Super Bowl V konnten sich aber die Baltimore Colts mit 16:13 durchsetzen.
Im folgenden Jahr übernahm Roger Staubach die Rolle des Starting-Quarterbacks bei der Mannschaft aus Texas. Charlie Waters und die Cowboys gewannen in diesem Jahr nach einem 14:3-Sieg über die San Francisco 49ers im NFC Championship Game den Super Bowl VI gegen die von Don Shula trainierten Miami Dolphins mit 24:3.
Im Jahr 1973 wurde Waters auf der Position eines Cornerbacks eingesetzt. Auf dieser Position konnte er sich als Starter etablieren. Zwei Jahre später wechselte er wieder auf die Position eines Safety. Auch auf dieser Position wurde er zum Stammspieler.
In der Spielzeit 1975 konnte Waters dann zum dritten Mal in den Super Bowl einziehen. Im NFC Championship Game konnten zunächst die Los Angeles Rams mit 37:7 besiegt werden. Die Cowboys konnte sich allerdings gegen die Pittsburgh Steelers, die von Chuck Noll betreut wurden, nicht durchsetzen und verloren den Super Bowl X knapp mit 21:17.
Zwei Jahre später gelang den Dallas Cowboys allerdings der zweite Super Bowl Sieg. Waters zog mit seinem Team nach zwölf Siegen bei zwei Niederlagen in der Regular Season in die Play-offs ein. Im Divisional-Play-off-Spiel gegen die Chicago Bears blieben diese chancenlos. Waters gelang es drei Pässe von Quarterback Bob Avellini abzufangen. Die Bears verließen mit einer 37:7-Niederlage das Spielfeld. Im folgenden NFC Championship Game bezogen die Minnesota Vikings eine 23:6-Niederlage. Diesem Erfolg folgte ein 27:10-Sieg über die Denver Broncos, womit Waters seinen zweiten Super Bowl gewinnen konnte.
Aufgrund einer Knieverletzung musste Charle Waters die Saison 1979 aussetzen. Nach der Saison 1981 beendete er seine Karriere bei den Cowboys. In seiner Laufbahn konnte er neun Pässe des gegnerischen Quarterbacks während eines Play-off-Spiels abfangen. Dieser Wert und die drei abgefangenen Pässe im Spiel gegen die Chicago Bears sind noch heute die Ligabestleistung.

## Footballtrainer
In den Jahren 1993 und 1994 war Charlie Waters Defensive Coordinator bei den Denver Broncos. Im Jahr 1995 war in dieser Funktion an der University of Oregon tätig.

## Ehrungen
Charlie Waters wurde zweimal zum All Pro gewählt und spielte dreimal im Pro Bowl, dem Saisonabschlussspiel der besten Spieler einer Spielrunde. Er ist Mitglied in der Clemson Athletic Hall of Fame, in der South Carolina Athletics Hall of Fame und in der Sportruhmeshalle seiner Heimatstadt.

## Nach der Laufbahn
Zwei Jahre nach seiner Spielerlaufbahn arbeitete Waters als Footballkommentator beim US-amerikanischen Fernsehsender CBS. Er moderierte Spiele der NFL. In den Jahren 2006 und 2007 war er für die Dallas Cowboys als Radiokommentator tätig. Zusammen mit seinem ehemaligen Mannschaftskamerad Cliff Harris betreibt er eine Gasfirma. Mit ihm verfasste er ein Buch über das Leben bei den Dallas Cowboys. Waters ist verheiratet und hat zwei Söhne. Ein dritter Sohn verstarb im Alter von 17 Jahren.

## Werke
- Tales from the Dallas Cowboys, Sports Publishing, ISBN 978-1-59670-151-9

## Quelle
- Jens Plassmann: NFL – American Football. Das Spiel, die Stars, die Stories (= Rororo 9445 rororo Sport), Rowohlt, Reinbek bei Hamburg 1995, ISBN 3-499-19445-7
- Peter Golenbock: Landry's Boys: An Oral History of a Team and an Era, Triumph Books, 2005, ISBN 1-61749-954-4
- Brian Jensen, Troy Aikman: Where Have All Our Cowboys Gone, 2005, ISBN 1-4616-3611-6